# Кайседо, Доминго
Доминго Кайседо-и-Санс-де-Сантамария (исп. Domingo Caicedo y Sanz de Santamaría; 4 августа 1783, Богота — 1 июля 1843, там же) — южноамериканский военный и политический деятель, 11 раз был и. о. президента страны.
Доминго Кайседо родился в 1783 году в Санта-Фе-де-Богота; его родителями были алькальд Луис Кайседо-и-Флорес и Хосефа Санс-де-Сантамария-и-Приэто. Он изучал юриспруденцию в высшем колледже Нуэстра-Сеньора-дель-Розарио, в 1809 году отправился в Испанию, где ему пришлось воевать против Наполеона и побыть секретарём в Кортесах. Узнав о революционных событиях на родине он вернулся в Америку, где примкнул к Антонио Нариньо. В звании капитана воевал против федералистов, в 1813 году был произведён в полковники. После завоевания Новой Гранады испанцами был арестован и приговорён к смертной казни, но благодаря помощи родственников и взяткам ему удалось освободиться.
После того, как в 1819 году Новая Гранада была освобождена от испанцев Симоном Боливаром, Кайседо был назначен губернатором провинции Нейва. С 1823 по 1827 годы был делегатом Национального Конгресса, затем вновь возглавил провинцию Нейва. После участия в подавлении антиболиварианского заговора Кайседо был в 1829 году назначен министром внутренних дел, а в 1830 — министром внешних сношений.
1 апреля 1830 года президент Великой Колумбии Симон Боливар удалился из Боготы для лечения, а затем объявил об уходе в отставку. 4 мая Congreso Admirable решил, что новым президентом страны станет Хоакин Москера, а пока он не прибудет в Боготу — его обязанности будет исполнять избранный вице-президентом Кайседо. В результате Кайседо до 15 июня исполнял обязанности президента Великой Колумбии.
2 августа Кайседо был вынужден вновь начать исполнять обязанности президента из-за болезни Москеры. В это время в Боготе размещалось два батальона войск: из венесуэльцев, лояльный Боливару, и из колумбийцев, лояльный Сантандеру. Кайседо приказал передислоцировать венесуэльский батальон в город Тунха, что вызвало волнения среди проживающих в Боготе венесуэльцев. В последовавшей схватке батальон венесуэльцев разгромил батальон колумбийцев, и президент Москера с вице-президентом Кайседо покинули столицу. 5 сентября 1830 года один из сподвижников Боливара — генерал Урданета — провозгласил себя новым главой государства.
Однако генералы-колумбийцы отказали Урданете в поддержке, и начали боевые действия против него. Генералы Обандо и Лопес взяли под контроль юг страны, а генерал Сальвадор Кордова — север. 14 апреля 1831 года они провозгласили Кайседо законным и. о. президента, и потребовали от Урданеты начать мирные переговоры. Урданета согласился, и 28 апреля обе стороны подписали а Апуло соглашение, в соответствии с которым Урданета вернул власть Кайседо.
В связи с фактическим распадом страны 15 ноября 1831 года была собрана Конституционная Ассамблея. Кайседо хотел сразу сложить перед ней полномочия, но его уговорили чуть-чуть подождать, и с 23 ноября 1831 года Ассамблея установила власть временного правительства и избрала вице-президентом генерала Хосе Мария Обандо (в связи с отсутствием президента он стал, фактически, и. о. президента).
После распада Великой Колумбии Кайседо остался жить в Республике Новая Гранада, и в 1832 году возглавил министерство финансов в правительстве Сантандера. В 1833 году он был избран в Сенат от Боготы. В 1836 году Кайседо в третий раз стал губернатором провинции Нейва, а в 1840 году стал вице-президентом, занимая этот пост при президентах Маркесе и Эрране.